# Николац, Юрай
Юрай Николац (хорв. Juraj Nikolac; род. 22 апреля 1932, Меткович) — хорватский, ранее югославский, шахматист; гроссмейстер (1979). Преподаватель физики. После смерти Александра Матановича, с 9 августа 2023 года Николац является старейшим из ныне живущих гроссмейстеров. 

## Шахматная карьера
В чемпионате Югославии (1978) — 3-7-е место.
Двукратный победитель Кубка Митропы — в составе сборной Югославии (1979, показал лучший результат на 2-й доске) и сборной Хорватии (1998, показал лучший результат на 4-й доске).
Участник двух Кубков европейских клубов: 1993 (в составе команды «Mladost-Novogradnja», г. Загреб) и 1998 (завоевал бронзовую медаль в составе команды шахматного клуба г. Киселяк).
В составе команды «Zrinjski Mostar» участник 1-го командного чемпионата Боснии и Герцеговины (2002) в г. Неуме (играл на 1-й доске).
Лучшие результаты в международных турнирах: Загреб (1973) — 4-е; Загреб — Ровинь (1975, «Турнир мира») — 2-4-е; Вейк-ан-Зее (1976) — 1-2-е (турнир мастеров); Амстердам (1977) — 1-е (турнир мастеров); Врнячка-Баня (1978) — 1-2-е; Дортмунд (1979) — 2-е; Оберварт (1985) — 1-е; Блед (1986) — 1-2-е; Линц (1986) и Марибор (1987) — 1-е места.
Автор ряда теоретических исследований.

## Изменения рейтинга
| Графики недоступны из-за технических проблем. См. информацию на Фабрикаторе и на mediawiki.org. |